# Cyphocerastis stipatus
Cyphocerastis stipatus är en insektsart som först beskrevs av Walker, F. 1870.  Cyphocerastis stipatus ingår i släktet Cyphocerastis och familjen gräshoppor. Inga underarter finns listade i Catalogue of Life.